# Serbiens fodboldforbund
Fudbalski savez Srbije (FSS) (kyrillisk: Фудбалски савез Србије) er Serbiens nationale fodboldforbund og dermed det øverste ledelsesorgan for fodbold i landet. Det administrerer de serbiske fodbolddivisioner og landsholdet og har hovedsæde i Beograd.
Forbundet afløste Jugoslaviens fodboldforbund i 2003 og fik alene ansvar for Serbien, da Montenegro i 2007 stiftede sit eget forbund.

## Præsidenter (1992 og fremad)
- Miljan Miljanić (1992 – Marts 2001)
- Dragan Stojković (Marts 2001 – Juni 2005)
- Tomislav Karadžić (Juni 2005 – Juli 2006)
- Zvezdan Terzić (Juli 2006 – Marts 2008)
- Tomislav Karadžić (Marts 2008 –Juli 2008) (midlertidlig)
- Tomislav Karadžić (Juli 2008 – Maj 2016)
- Slaviša Kokeza (Maj 2016–)

## Nuværende sponsorer
- Umbro - Officiel sponsor
- Huawei - Officiel sponsor
- Select Sport - Uofficiel sponsor
- Jelen pivo - Officiel sponsor
- Telekom Srbija - Official sponsor
- Aquaviva - Officiel sponsor
- Lasta Beograd - Officiel sponsor
- Saobraćajni Institut CIP - Officiel sponsor
- EKO Serbia - Officiel sponsor

## Ekstern henvisning
- FSS.rs

| Fodbold | Spire Denne artikel om en fodboldorganisation er en spire som bør udbygges. Du er velkommen til at hjælpe Wikipedia ved at udvide den. |